# Marcello Agnoletto
Marcello Agnoletto (Montebelluna, 1932. január 2. –) olasz labdarúgó-középpályás.

## Pályafutása
1956-ban egy alkalommal szerepelt az olasz válogatottban.

## Statisztika

### Mérkőzése az olasz válogatottban
| Olaszország | Olaszország        | Olaszország            | Olaszország | Olaszország | Olaszország | Olaszország | Olaszország | Olaszország |
| #           | Dátum              | Helyszín               | Hazai       | Eredmény    | Vendég      | Kiírás      | Gólok       | Esemény     |
| ----------- | ------------------ | ---------------------- | ----------- | ----------- | ----------- | ----------- | ----------- | ----------- |
| 1.          | 1956. november 11. | Bern, Wankdorf Stadion | Svájc       | 1 – 1       | Olaszország | Európa-kupa | -           |             |
|             | Összesen           |                        |             | 1           | mérkőzés    |             | 0           | gól         |